# Pareuptychia interjecta
Pareuptychia interjecta är en fjärilsart som beskrevs av Ferreira d'almeida 1952. Pareuptychia interjecta ingår i släktet Pareuptychia och familjen praktfjärilar. Inga underarter finns listade i Catalogue of Life.